# Colleen Moore

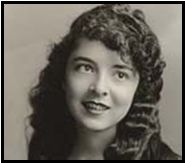
Retrat del 1918

Coleen Moore (Port Huron (Michigan), 19 d’agost de 1899– Paso Robles) (Califòrnia) 25 de gener de 1988) va ser una actriu de cinema mut. Qualificada com "la torxa de la joventut flamejant" per F. Scott Fitzgerald, l'actriu nord-americana va personificar la flapper de l'era del jazz amb els seus cabells a la garçonne i les faldilles curtes en pel·lícules com "Flaming Youth" (1923), "Naughty But Nice" (1927), "Synthetic Sin" (1929) o "Why Be Good?" (1929).

## Biografia

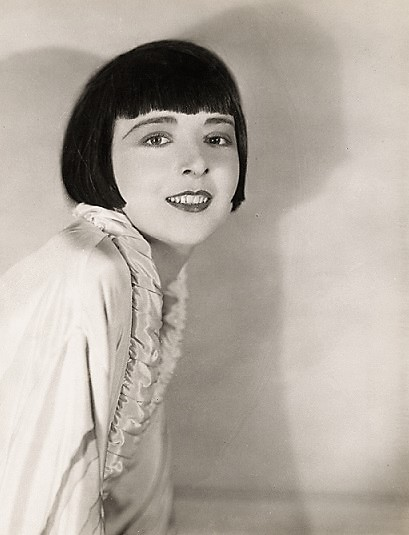
Retrat del 1927

Kathleen Kelly Morrison (nom real de l’actriu) va néixer en el sí d’una família catòlica irlandesa a Port Huron, Michigan, probablement l'any 1899, tot i que algunes fonts apunten que més probablement va néixer el 1902. Els seus pares, Charles Morrison i Agnes Kelly Morrison, es movien sovint entre Geòrgia, Pennsilvània i Florida, per lo que la noia i el seu germà petit Cleeve es quedaven amb les ties. La nena era extravertida, de gran imaginació i li encantava explicar històries de contes de fades. També li encantaven les nines i els mobles de la casa de nines, passions que es quedarien amb ella fins a l'edat adulta. Estudià en escoles privades i música al conservatori de Detroit. Ja de ben petita li encantava actuar i amb el seu germà muntaven les seves pròpies obres de teatre per als nens del barri, utilitzant una caixa d'embalatge d’un piano com a escenari. Quan va descobrir pel·lícules, Kathleen anava als cinemes sempre que podia i aviat va començar a somniar en ser una actriu.
Probablement no hagués estat més que un somni si no hagués estat per la seva tieta Liberty i l'oncle Walter. Ell era director d'un diari a Chicago i, pel que sembla, Griffith li devia un favor per haver-lo ajudat a fer que “El naixement d’una nació” superés la censura a la ciutat. Liberty va convèncer Walter perquè contactés Griffith i acceptés fer-li una proba. Abans de viatjar fins a Califòrnia, com que Kathleen presentava heterocromia (tenia un ull blau i un altre marró) va fer una prova als estudis Essanay de Chicago per assegurar-se que això no constituïa un problema. La prova es va considerar satisfactòria, per lo que ella amb la seva mare i la seva àvia van anar a Hollywoodl on va aconseguir un primer contracte de sis mesos amb l'estudi Triangle-Fine Arts de Griffith.
Allà va prendre el nom artístic de Colleen Moore. El seu primer paper va ser com a partenaire de Robert Harron a “The Bad Boy“ (1917) amb qui també faria parella artística en la següent, “An Old Fashioned Young Man” (1917). En acabar aquell contracte va treballar per a diversos estudis, com Selig, Fox, Universal o Christie, construint-se de mica en mica una reputació i una base de fans. Amb el seu cos esvelt i menut, acostumava a interpretar papers d’heroïnes ingènues.
A principis de la dècada de 1920, amb l'era del jazz, irrompé el fenomen de les “flapper” que canvià l’arquetip de dona del moment. Aquestes eren independents, informals i sofisticades, gairebé descarades. Moore ben aviat esdevindria el prototip de les flapper. El 1923, després d'haver signat un contracte amb la First National, Moore va descobrir la novel·la Flaming Youth de Warner Fabian. Estava segura que el paper de l'heroïna Pat Fentriss era perfecte per a ella i va pressionar a la productora per aconseguir el paper. Estava tan decidida que va dir al seu promès, el publicista i productor de la First National John McCormick, que comprés els drets de la novel·la com a regal de noces. Ho va fer, es van casar el 1923, i aquell mateix any es va estrenar el llargmetratge “Flaming Youth”. La pel·lícula va obtenir crítiques diverses, però l'actuació de Colleen va ser àmpliament elogiada i la seva presència va convertir la pel·lícula en un gran èxit. En ella estrenava el seu nou aspecte: un tall de a la garçonne que li va fer la seva mare i que es va convertir en la seva signatura i que fou àmpliament imitat per les noies de tot el país. Moore apareixeria en un seguit de comèdies lleugeres com “The Perfect Flapper” (1924), “We Moderns” (1925), “Irene” (1926) o “Why Be Good?” (1929) on interpretaria personatges femenins moderns i de molt bon cor. Altres actrius com Clara Bow i Louise Brooks imitarien més endavant el seu estil i pentinat.
El 1929, amb l’arribada del sonor, després de participar en tres pel·lícules, Colleen Moore es va prendre un temps de descans. L’any següent es va divorciar del seu marit que tenia molts de problemes amb l’alcohol. L'any 1932 es va tornar a casar amb un corredor de borsa anomenat Albert P. Scott. El matrimoni només va durar dos anys i va acabar poc abans de la retirada de Colleen de la pantalla. Només va fer quatre pel·lícules sonores, essent la darrera "The Scarlet Letter" (1934).
Retirada del cinema, invertí amb encert els seus diners i mai tingué problemes econòmics. Molt aficionada a les cases de nines, ja el 1928 va començar a construir-ne una de fabulosa anomenada "Fairy Castle". Tenia nou peus quadrats i va ser construïda i moblada per fusters professionals i interioristes. Comptava amb tretze habitacions temàtiques de contes de fades amb mobles en miniatura, murals pintats a mà i pintures per a infants. Fins i tot tenia una petita biblioteca amb llibres en miniatura signats per escriptors famosos de l'època. Es va utilitzar or, diamants i altres adorns per fer-la el més bonic possible. Avui, la casa de nines de Colleen té la seva pròpia exposició al Museu de Ciència i Indústria de Chicago.
L'any 1937, es va casar amb el vidu Homer Hargrave, vicepresident de Merril Lynch ajudant a criar els seus dos fills (ella no en va tenir cap de seu). El matrimoni durà fins a la seva mort de l’home el 1964. Durant els anys 60 va escriure dos llibres: "Silent Star", la seva autobiografia i "How Women Can Make Money in the Stock Market", i va formar una productora de televisió. El 1982 es casaria per darrera vegada amb Paul Maginot, que havia estat el constructor del seu ranxo a Paso Robles. Moriria de càncer el 1988.

## Filmografia
- The Prince of Graustark (1916)
- The Bad Boy (1917)
- An Old Fashioned Young Man (1917)
- Hands Up! (1917)
- The Savage (1917)
- A Hoosier Romance (1918)
- Little Orphant Annie (1918)
- The Busher (1919)
- The Wilderness Trail (1919)
- The Man in the Moonlight (1919)
- The Egg Crate Wallop (1919)
- Common Property (1919)
- A Roman Scandal (1919)
- The Cyclone (1920)
- Her Bridal Night-Mare (1920)
- When Dawn Came (1920)
- The Devil's Claim (1920)
- So Long Letty (1920)
- Dinty (1920)
- The Sky Pilot (1921)
- His Nibs (1921)
- The Lotus Eater (1921)
- Come on Over (1922)
- The Wall Flower (1922)
- Affinities (1922)
- Forsaking All Others (1922)
- Broken Chains (1922)
- The Ninety and Nine (1922)
- Look Your Best (1923)
- The Nth Commandment (1923)
- Slippy McGee (1923)
- Broken Hearts of Broadway (1923)
- The Huntress (1923)
- April Showers (1923)
- Flaming Youth (1923)
- Through the Dark (1924)
- Painted People (1924)
- The Perfect Flapper (1924)
- Flirting with Love (1924)
- So Big (1924)
- Sally (1925)
- The Desert Flower (1925)
- We Moderns (1925)
- Ben-Hur: A Tale of the Christ
- Irene (1926)
- Ella Cinders (1926)
- It Must Be Love (1926)
- Twinkletoes (1926)
- Orchids and Ermine (1927)
- Naughty But Nice (1927)
- Her Wild Oat (1927)
- Happiness Ahead (1928)
- Lilac Time (1928)
- Oh, Kay! (1928)
- Synthetic Sin (1929)
- Why Be Good? (1929)
- Smiling Irish Eyes (1929)
- Footlights and Fools (1929)
- The Power and the Glory (1933)
- Social Register (1934)
- Success at Any Price (1934)
- The Scarlet Letter (1934)